# Leo Schöninger
Leo Schöninger (* 21. Januar 1811 in Weil der Stadt; † 20. Dezember 1879 in München) war ein deutscher Maler, Lithograf und Grafiker.

## Leben

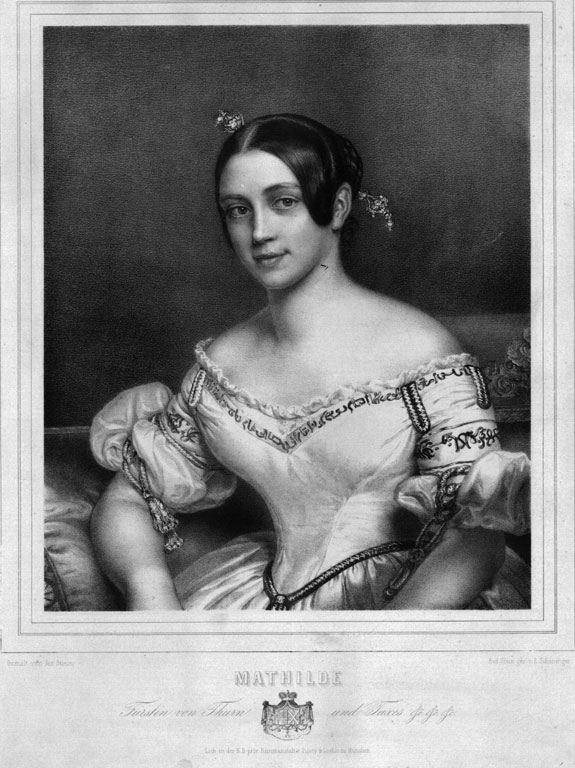
Mathilde Fürstin von Thurn und Taxis
Lithografie, ca. 1839; nach einem Gemälde von Joseph Karl Stieler

Leo Schöninger wurde als zwölftes Kind eines Tuchmachers geboren.

### Kunstschaffen
Als 14-Jähriger begann er in Stuttgart die Ausbildung am Lithographischen Kunstinstitut der Brüder Melchior und Sulpiz Boisserée und kam 1828 mit demselben nach München. 1835 studierte er Malerei an der Kgl. Akademie der Bildenden Künste München. Als Maler widmete er sich vorwiegend der Genre- und Porträtmalerei, musste die Malerei aber zu Gunsten der Lithografie hinten anstellen.
Besonders verdient machte sich Schöninger zusammen mit dem ebenfalls in Weil der Stadt geborenen Joseph Anton Freymann im Bereich der Galvanografie, einer Verstählungsmanier von Kupferplatten. Ab 1842 perfektionierten sie die von Franz von Kobell weiterentwickelten galvanischen Vervielfältigungsmethoden, indem sie die bis dahin verwendete Farbe durch chemische Kreide ersetzten. Mit diesem Verfahren, mit dem Auflagen bis zu 150 000 Blatt erreicht werden konnten, reproduzierten sie zahlreiche Gemälde alter Meister und zeitgenössischer Künstler, viele Kunstblätter auch zusammen mit Johann Nepomuk Strixner.
Am 7. Dezember 1869 verkaufte er seinen Leo Schöninger’s Kunstverlag in der Schwanthalerstraße 76 an den Münchner Buch- und Kunsthändler Franz Reichardt.
Schöningers Leichnam wurde auf dem Alten Südfriedhof beigesetzt; das Grab wurde bereits eingeebnet.

### Familie
Am 22. September 1840 heiratete Schöninger in der Münchner Frauenkirche die Arzttochter Anna Beer, eine Enkelin des aus Tirol stammenden Bankiers Joseph Nockher, mit der er gemeinsame Kinder bekam. Der Sohn Gottfried Schöninger erwarb durch Einheirat die von Johann Georg Weiß († 1874) in zweiter Generation geführte Universitätsdruckerei J. G Weiss’ Buchdruckerei in der Münchner Residenzstraße 7 nach dessen Tod. Später fungierte er auch als rumänischer Generalkonsul in München.